# NGC 6837
NGC 6837 (другое обозначение — OCL 108) — рассеянное скопление в созвездии Орёл.
Этот объект входит в число перечисленных в оригинальной редакции «Нового общего каталога».